# Сідловий автопоїзд

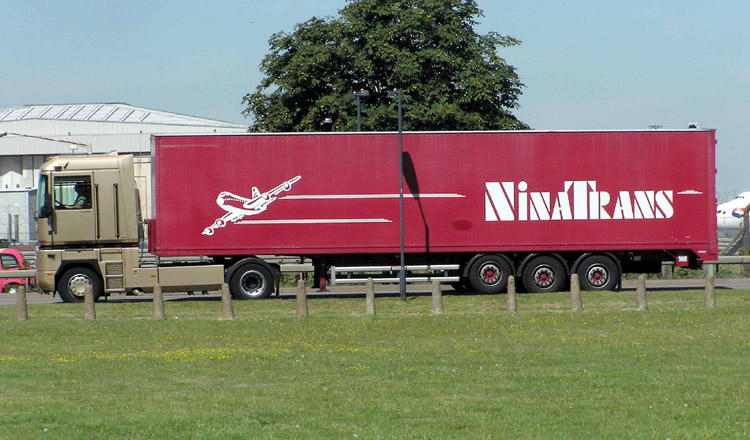
Автопоїзд у складі сідлового тягача та напівпричепа

Сідлови́й автопоїзд, у просторіччі «фура» — комбінований вантажний транспортний засіб у складі тягача та напівпричепа або напівпричепа з причепом.
Сідловий тягач та напівпричіп складають автопоїзд та окремо є двома транспортними засобами, кожен з яких не є вантажним автомобілем.

## Конфігурації

### Континентальна Європа

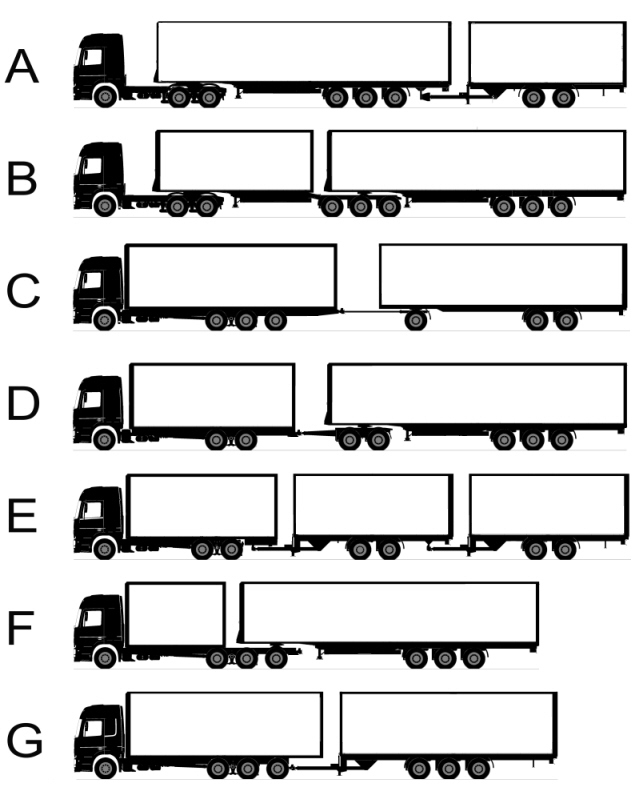
Варіанти компонування складових автопоїзда, визнані загальноєвропейськими

Максимальна загальна довжина автопоїздів у країнах-членах ЄС та ЄЕЗ становить 18,75 м з максимально допустимою вагою 40 або 44 тонни. Однак правила, що обмежують напівпричепи 16,5 м і 18,75 м, діють на вантажні автомобілі, що перевозять стандартизований кузов 7,82 м з одним додатковим кузовом 7,82 м на буксирі як причіп. 25,25-метрові комбінації вантажних автомобілів розроблені під брендом «EcoCombi». Напівпричепи у континентальній Європі мають обмеження висоти 4,1 м.

### Північна Європа

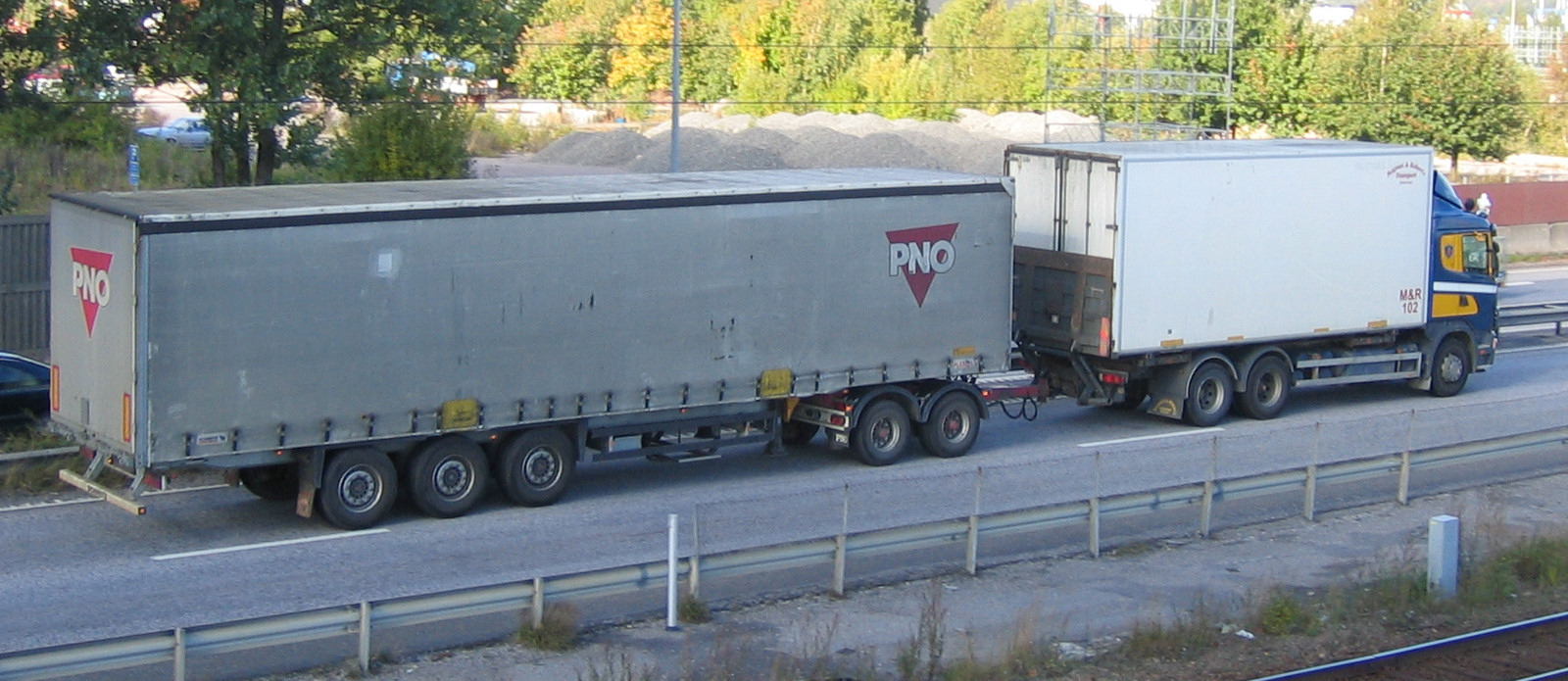
Вантажівка з постійним кузовом та додатковим напівпричепом загальною довжиною 25,25 м

У Данії та Норвегії дозволена довжина автопоїздів становить 25,25 м. У Швеції дозволена довжина становить 24 м, а до 1967 року була необмеженою. Єдиним обмеженням було навантаження на вісь. Фінляндія, з однаковими проблемами безпеки дорожнього руху та не менш важливою галуззю лісового господарства, наслідувала приклад цих же країн. Дозволена вага брутто в скандинавських країнах становить до 60 т залежно від відстанню між осями.

### Велика Британія
У Великій Британії максимально дозволена вага брутто напівпричепа без використання спеціального загального подовження становить 44 т. Окрім того, досягнення такої ваги дозволене за умови наявності як у тягача, так і напівпричепа по три осі. На практиці, як і для двоповерхових автобусів у Великій Британії, не існує законодавчого обмеження висоти для напівпричепів, однак на мостах, що перевищують висоту 5,03 м, висота не вказується. Автопоїзди вагою більше 44 т на дорогах Великої Британії допускають за умови негабаритності та неподільності вантажів.
Найпоширеніший тип причепів у Великій Британії має довжину 13,7 м, а загальна довжина автопоїзда від 15,25 до 16,75 м. Хоча правила допускають максимальну довжину напівпричепа 18,2 м та загальну довжину автопоїзда до 22,75 м.

### Північна Америка

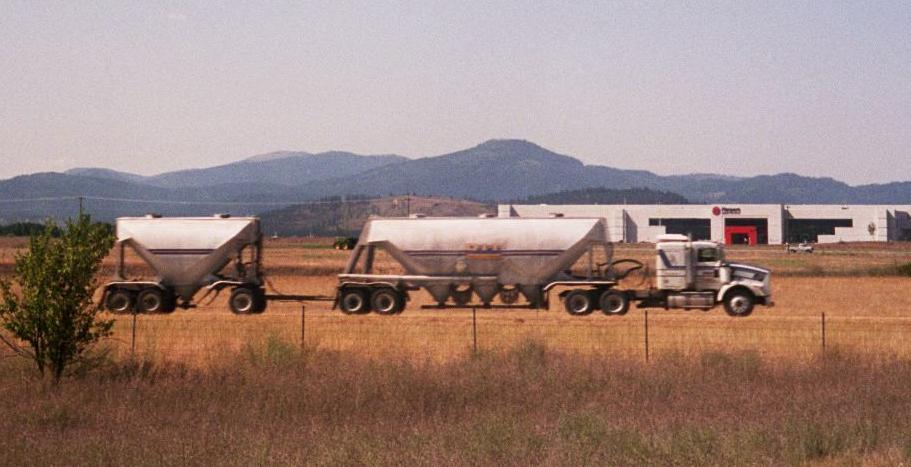
Rocky Mountain Double

У США та Канаді до автопоїздів зі сідловим щепленням належать:
- Doubles — два причепи по 8,7 м.
- B-Doubles — два причепи по 10,1 м (поширені в Канаді та менш поширені в США).
- Triples — три причепи по 8,7 м.
- Turnpike Doubles — два причепи по 14,6 м.
- Rocky Mountain Doubles — один напівпричіп довжиною від 12,2 м до 16,2 м (найпоширеніший 14,6 м).
- У Канаді Turnpike Double — два причепи по 16,2 м, Rocky Mountain Double — по 16,2 м[9][10][11].

### Океанія

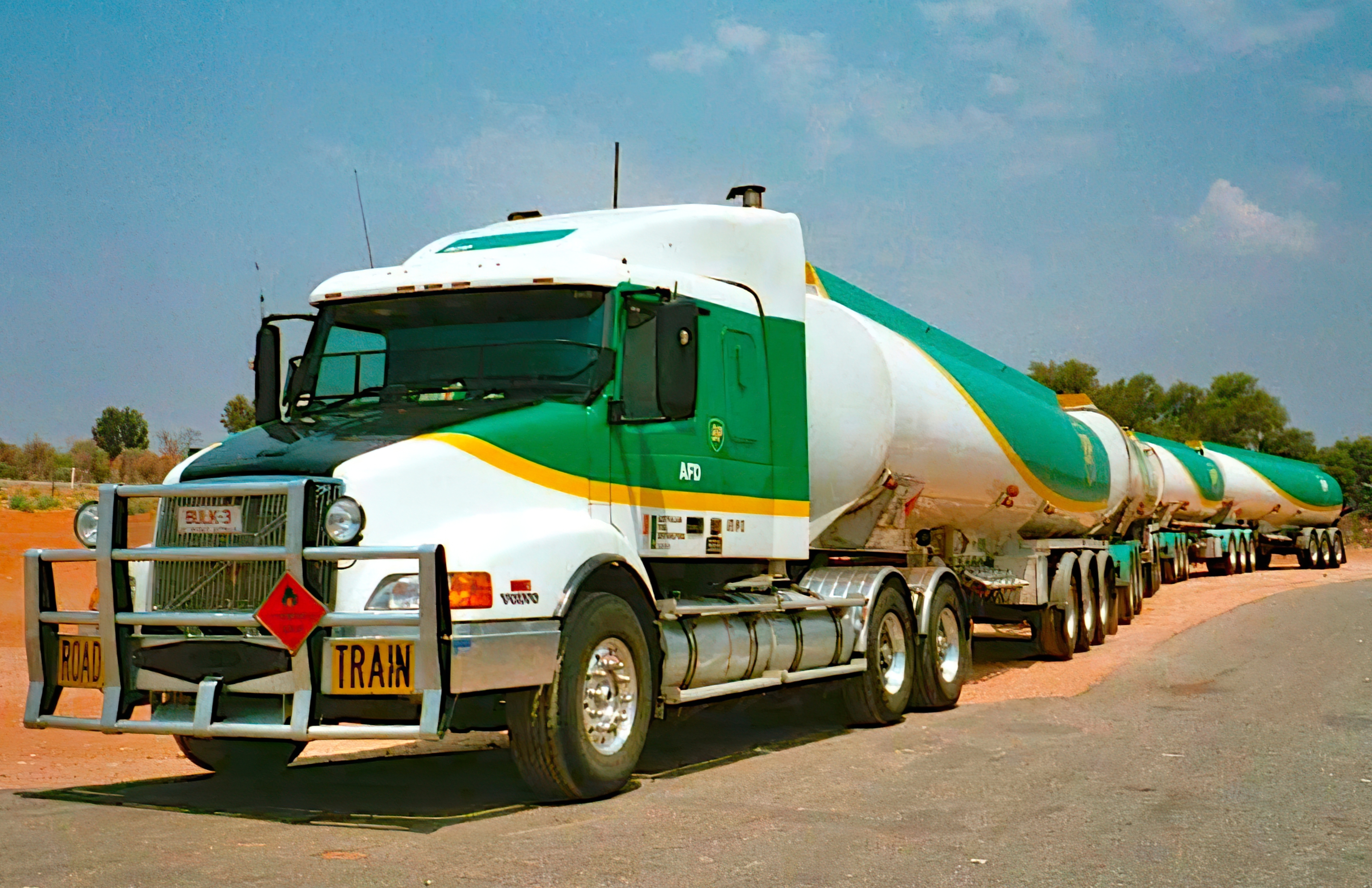
Сідловий автопоїзд в Австралії

В Австралії найпоширеніші сідлові автопоїзди мають подвійні ведучі осі та три осі на причепах, по чотири шини на кожній осі, що у сумі дає 22 шини, що, як правило, більше, ніж в аналогах в інших країнах. На тривісних причепах іноді використовують супер-одинарні шини. Підвіска сконструйована з обмеженням ходу, що утримуватиме обод на дорозі для однієї продутої або спущеної шини для кожної сторони причепа, завдяки чому причіп буде рухатись із зменшеною швидкістю до місця ремонту. Збільшення навантаження на рульову вісь вимагає додаткового дозволу.
Максимальна довжина автопоїда в Австралії без спеціального дозволу та супроводу становить 53,5 м, його максимальне навантаження може становити до 164 тонн брутто і може мати у складі до чотирьох причепів. Однак суворі обмеження стосуються регіонів, де такий транспортний засіб може їздити в більшості штатів. У віддалених районах.
Максимальна ширина будь-якого транспортного засобу становить 2,5 м, а висота 4,3 м, в окремих штатах — 4,6 м.
У Новій Зеландії поширеними є конфігурації:
- Semi-trailer (напівпричіп) — 19 м.
- Simple — 22 м.
- Pole — 20 м.

Причепи з двома наборами осей можуть мати загальну довжину 20 м, включаючи тягача.
Допустима вага брутто становить 62 т.